# Hans Wilhelm Marschall
Hans Wilhelm Marschall, zeitgenössisch auch Marschalch oder Marschalk, (* um 1598 in Herrengosserstedt; † 29. März oder 29. Mai 1677 ebenda) war Erbmarschall in Thüringen, Rittergutsbesitzer in Herrengosserstedt und Mitglied der Fruchtbringenden Gesellschaft.

## Leben und Wirken
Er stammte aus dem thüringischen Adelsgeschlecht Marschall, das seit dem Mittelalter in dem schon bald Herrengosserstedt genannten thüringischen Ort Gosserstedt seinen Hauptsitz hatte. Sein Vater war Heinrich Marschall der Ältere und wuchs gemeinsam mit seinem älteren Bruder Heinrich Marschall der Jüngere, der später Vater von Friedrich Wilhelm Marschall wurde, in Herrengosserstedt auf.
1615 liehen Hans Wilhelm gemeinsam mit seinem Bruder Heinrich „zu Erkaufung des Heiligen Creuzes“ in Herrengosserstedt Geld bei Caspar Melchior von Guthmannshausen, dessen Rückzahlung sich mindestens bis 1627 hinzog. Nachdem ihr Vater gestorben war, verwalteten die Geschwister zunächst gemeinsam den geerbten Besitz, doch schon 1623 kamen sie überein, eine Erbteilung vorzunehmen. Das Los entschied, dass der ältere Bruder das neuerworbene Gut zum Heiligen Kreuz übernahm. Hans Wilhelm Marschall erhielt hingegen das Schloßgut genannte väterliche Hauptgut in Herrengosserstedt.
1627 heiratete Hans Wilhelm Marschall eine nahe Verwandte: Anna Catharina geb. Marschall. 
Während des Dreißigjährigen Krieges war das Schloßgut in Herrengosserstedt derart in Abnahme geraten, dass selbst noch im Jahre 1658 Hans Wilhelm Marschall „nicht die geringsten Mittel hierzu aufzubringen vermag“, um die nach dem Tod des Kurfürsten Johann Georg I. von Sachsen im Jahre 1656 notwendig gewordene Belehnung mit seinem Rittergut persönlich am kursächsischen Hof in Dresden entgegenzunehmen. Erst allmählich stabilisierte sich seine finanzielle Situation wieder.
Als der Taugliche mit dem Spruch Errette mich mit deinem Wort wurde Hans Wilhelm Marschall Mitglied der Fruchtbringenden Gesellschaft.
Im Alter von 76 Jahren trat Hans Wilhelm Marschall sein Rittergut zu Herrengosserstedt an seinen einzigen Sohn Ludwig Ernst Marschall 1676 ab und starb kurz darauf, am 29. März oder Mai 1677. Durch seine Schwiegertochter Susanna Sibylla geb. von Drachenfels hatte Hans Wilhelm Marschall in seinem letzten Lebensjahrzehnt enge Verbindung zum Hof von Sachsen-Weimar, da dort Rudolf von Drachenfels, der Schwiegervater seines Sohnes, als Rat und Hofmarschall wirkte.